# Steinbachhaus
Das Steinbachhaus ist das unter Denkmalschutz stehende Haus 1 des Lößnitzgymnasiums, eines Gymnasiums im Stadtteil Serkowitz der sächsischen Stadt Radebeul. Das Hauptgebäude liegt in der Steinbachstraße 21.

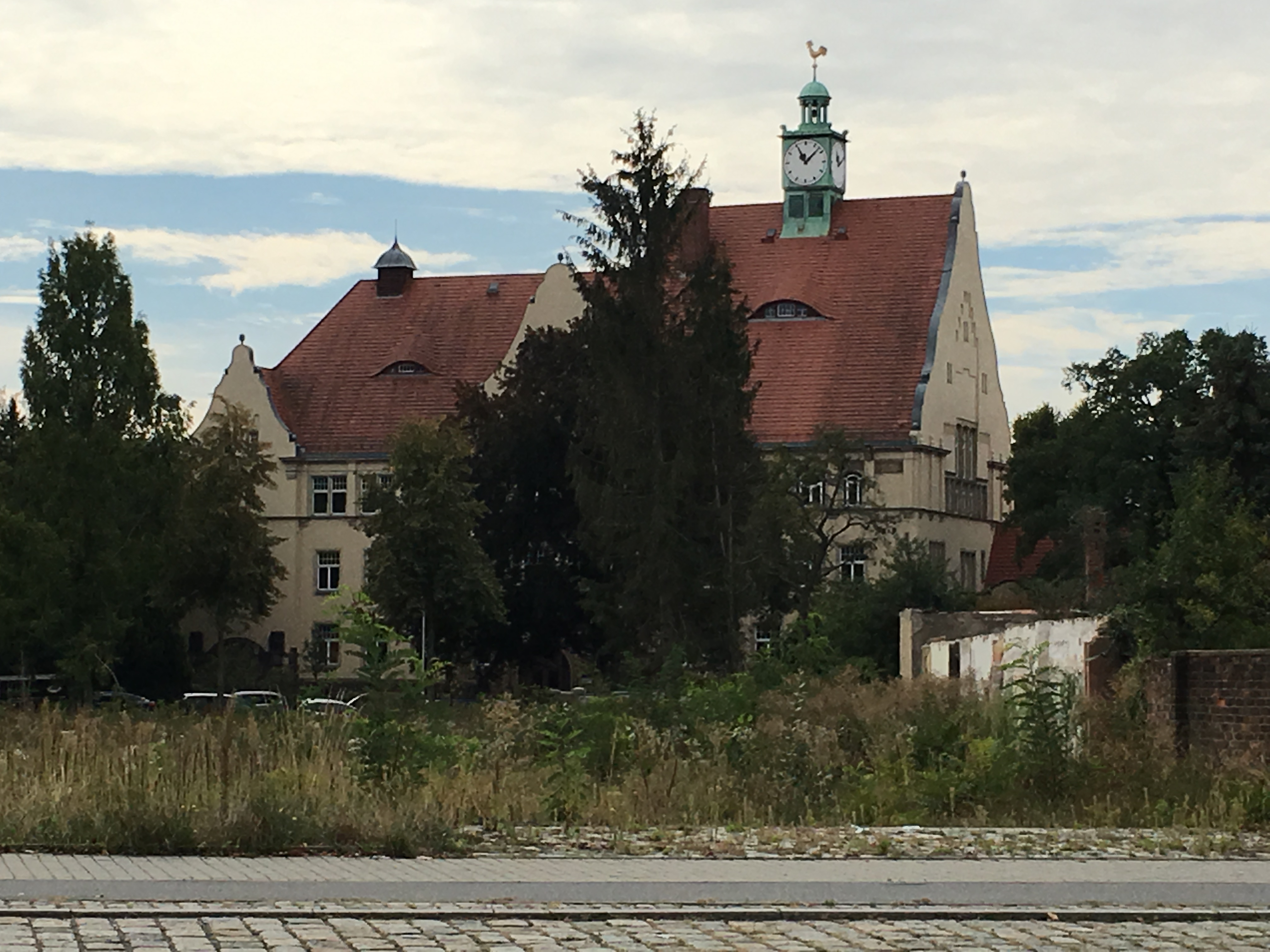
Steinbachhaus (2018), von der Meißner Straße aus

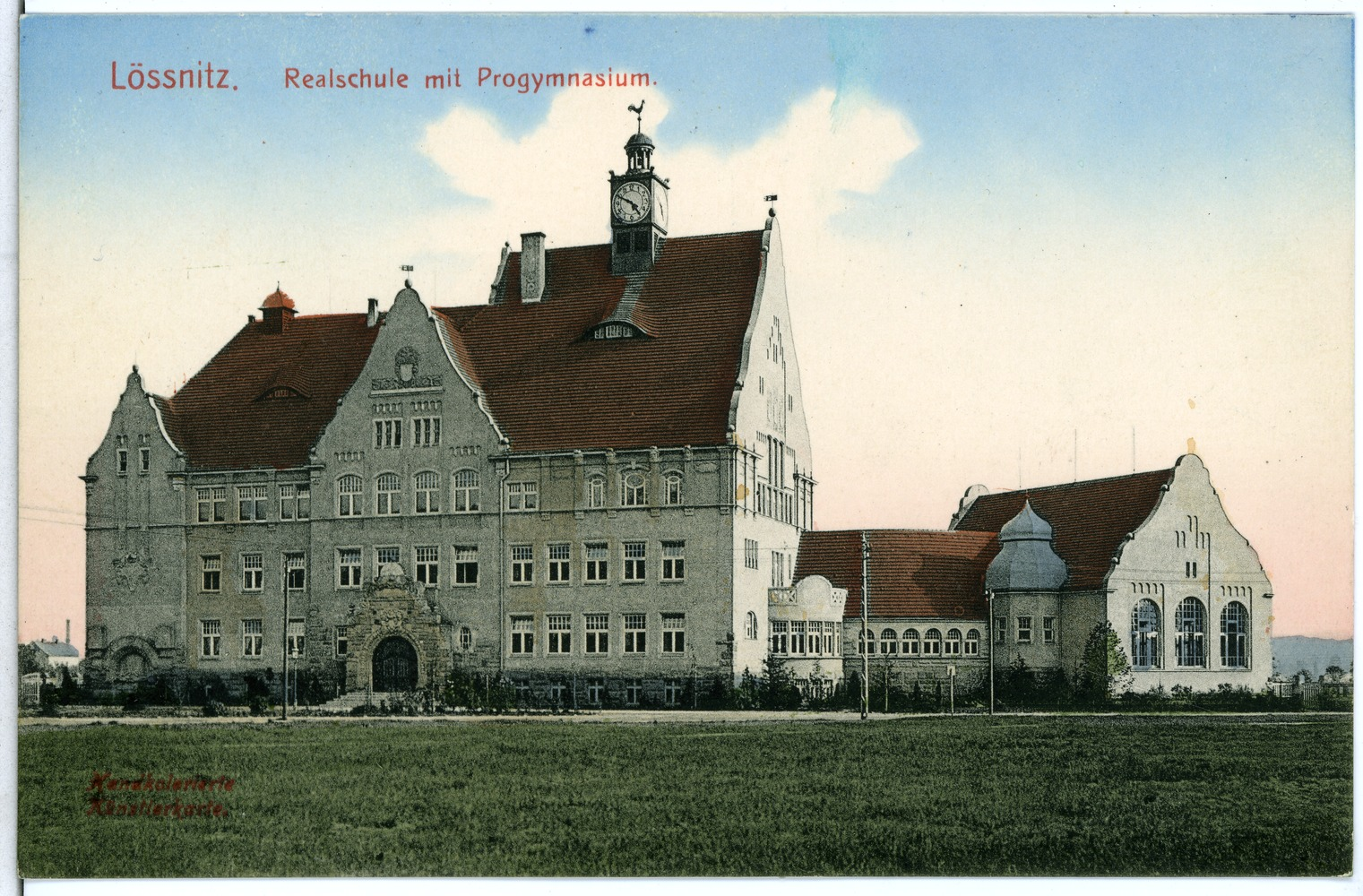
Realschule mit Progymnasium in Serkowitz. Ansichtskarte (1910)

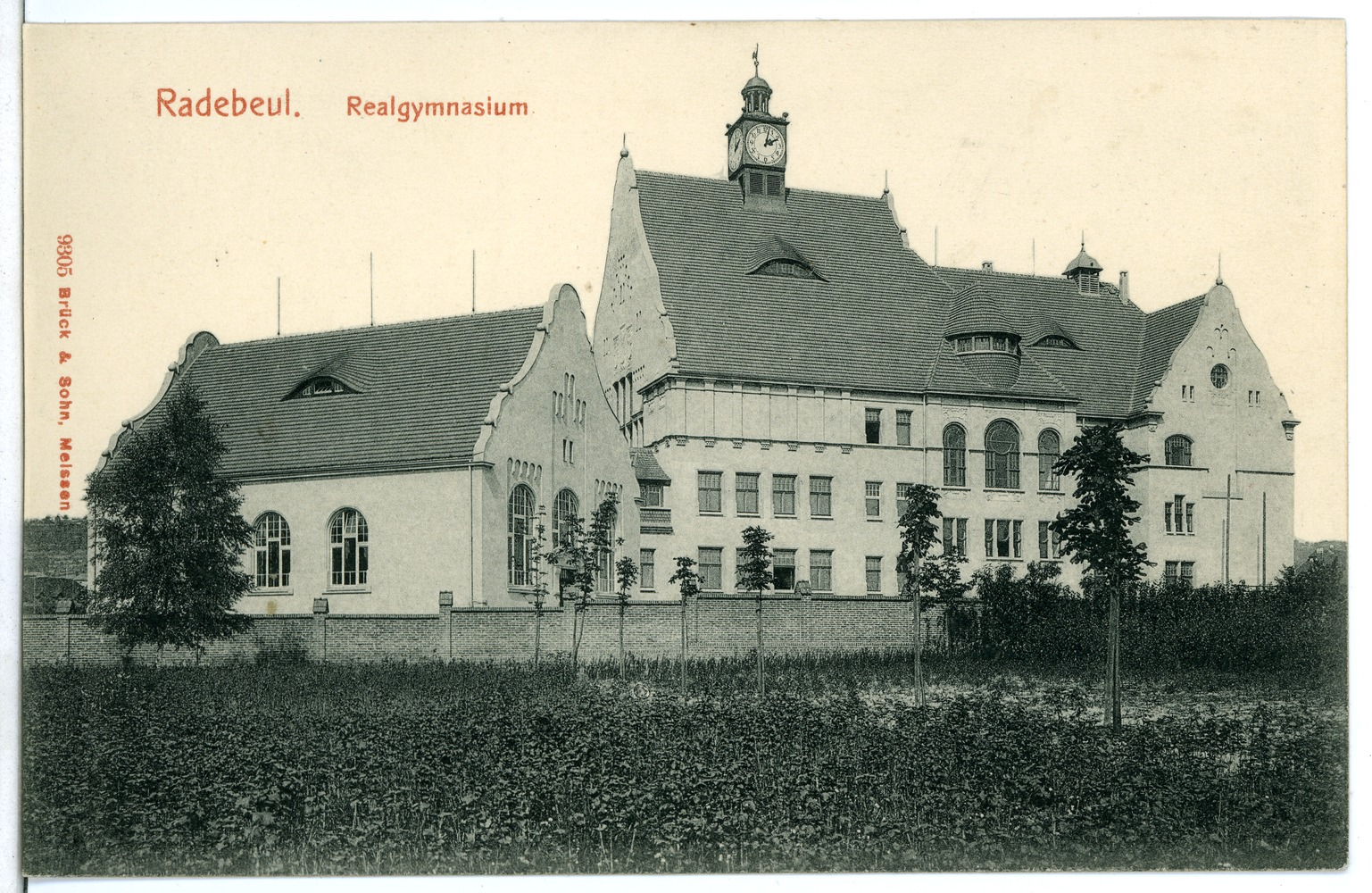
Rückseite des Steinbachhauses (1907)

Unter dem Namen Institut für Lehrerbildung war das Steinbachhaus bereits zu DDR-Zeiten als Denkmal der Architektur denkmalgeschützt.

## Beschreibung
Das Bauensemble des Schulhauses setzt sich aus mehreren Baukörpern zusammen. Links an der Steinbachstraße steht der eigentliche Schulbau, nach rechts (Westen) schließt sich ein eingeschossiger Verbindungsbau zur Turnhalle an. Diese liegt an der Roseggerstraße an der Ecke zur Weintraubenstraße. Zum Kulturdenkmalumfang gehören auch als Ausstattung Farbglasfenster sowie Einfriedungsmauer, Toreinfahrt und der Wandbrunnen links an der Schule. Hinter dem Hauptbau des Schulhauses schließt sich auf der Rückseite ein tiefer, vierachsiger Seitenflügel an, der nachträglich hinzugefügt wurde.
Hinter den Gebäuden liegt bis zur Eisenbahn das Sportplatzgelände des Lößnitzstadions.
Das dreigeschossige Schulhaus steht auf einem Souterraingeschoss; dazu hat es ein hohes Satteldach. Auf dessen Hauptfirst steht ein würfelförmiger Dachreiter mit Uhr, darüber ein Laternenaufsatz mit Wetterhahn.
Der etwa rechteckige Hauptbau hat mittig einen nur leicht hervortretenden Mittelrisalit von vier Achsen Breite, der von einem hohen geschweiften Giebel mit Kugelbekrönungen betont wird. Inmitten des Risalits befindet sich oberhalb einer fünfstufigen Freitreppe der vorstehende Haupteingang, ein Rundbogenportal aus Sandstein mit einem Volutengiebel, dazu Eierstab, Kartuschen sowie ein Schlussstein.
Vor der linken Seitenkante steht ein entsprechender, jedoch schlankerer Risalit mit Giebel. Vor diesem steht ein großer Sandstein-Wandbrunnen, der von dem Bildhauer Richard König geschaffen wurde. Die Brunnenschale ist ein Sandstein-Halbrund mit einem Wasserspeier (Fischkopf), die weitere Wandgestaltung ist eine gotisierende Rundbogennische mit Eierstab sowie seitlichen Motiven aus Köpfen und Putten.
Die rechte Seitenansicht des Schulgebäudes wird durch einen Staffelgiebel gebildet, darunter befindet sich der Verbindungsbau zur Turnhalle, der etwa im Winkel von 135° abknickt. Die Turnhalle wird von breiten Schweifgiebeln und Kugelaufsätzen geschmückt.
Die Schulhofeinfriedung besteht zu Teilen aus bossierter Sandsteinmauer, im oberen Teil durch Pfeiler unterbrochen.
Vor dem Hauptbau in der Steinbachstraße befindet sich eine kleine, dreieckige Parkanlage, die durch die Steinbachstraße, die Roseggerstraße sowie den Moritz-Garte-Steg begrenzt wird.

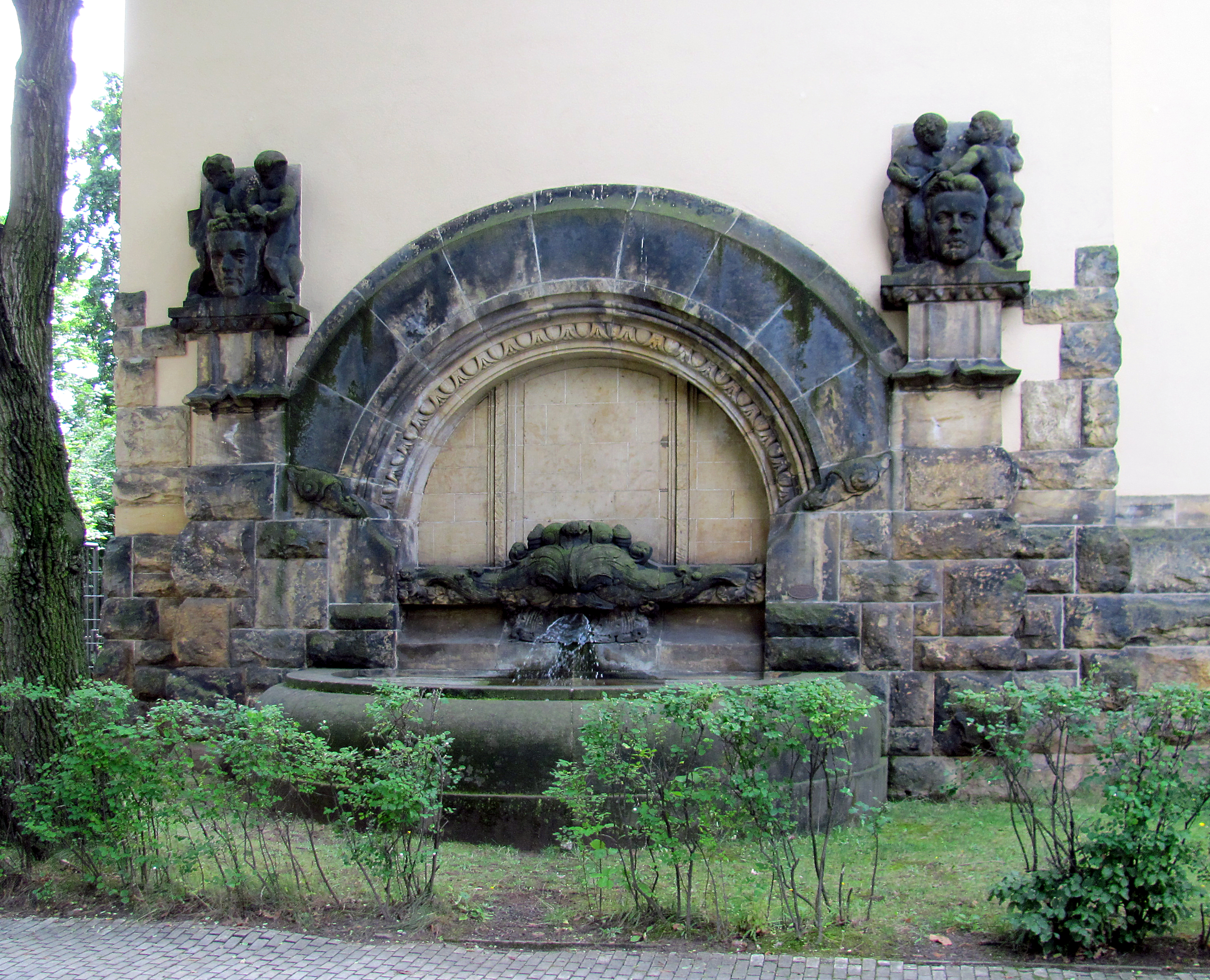
Der Brunnen links des Haupteingangs ist heute wieder in Betrieb
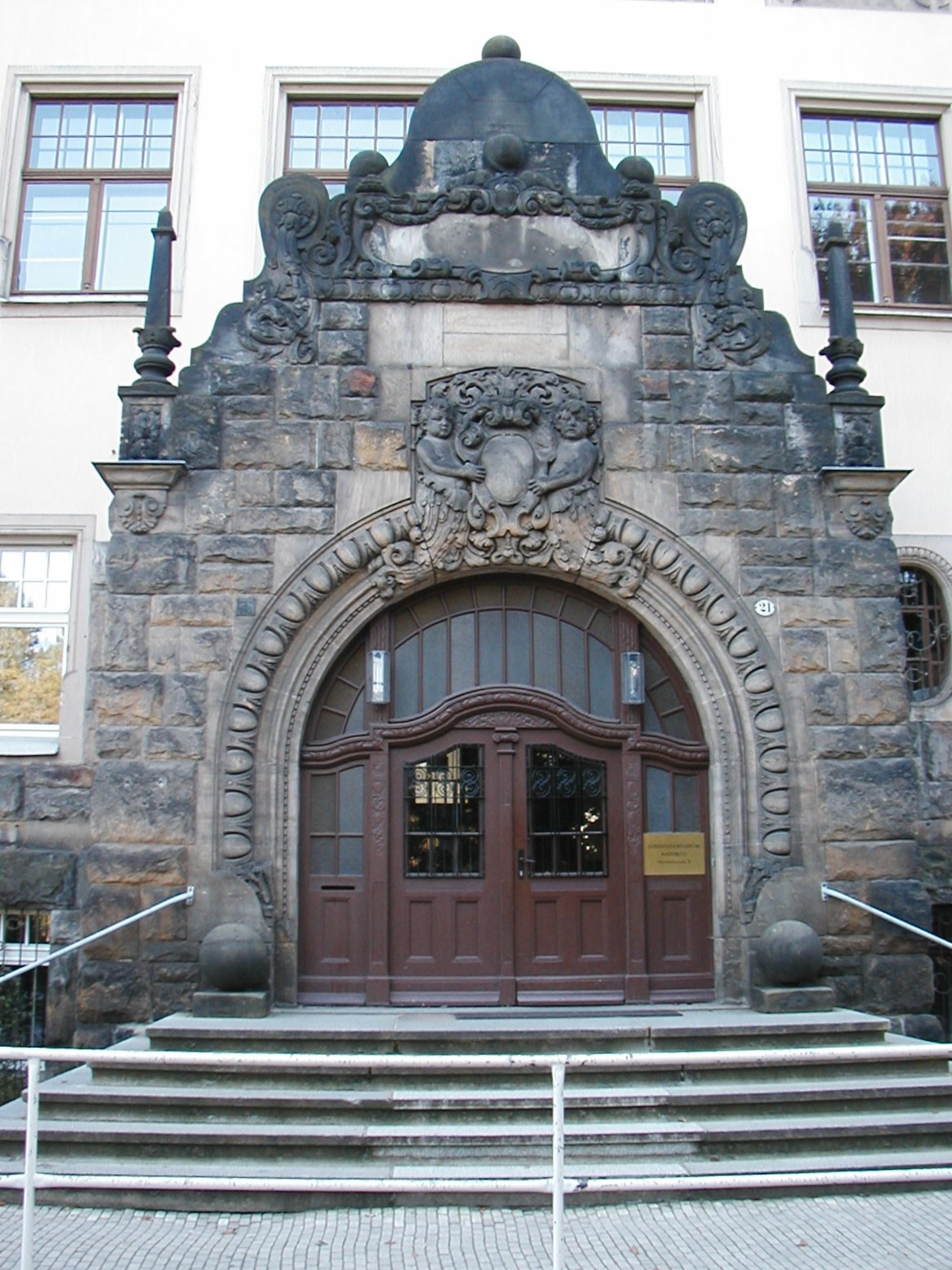
Pfortengiebel am Haupteingang
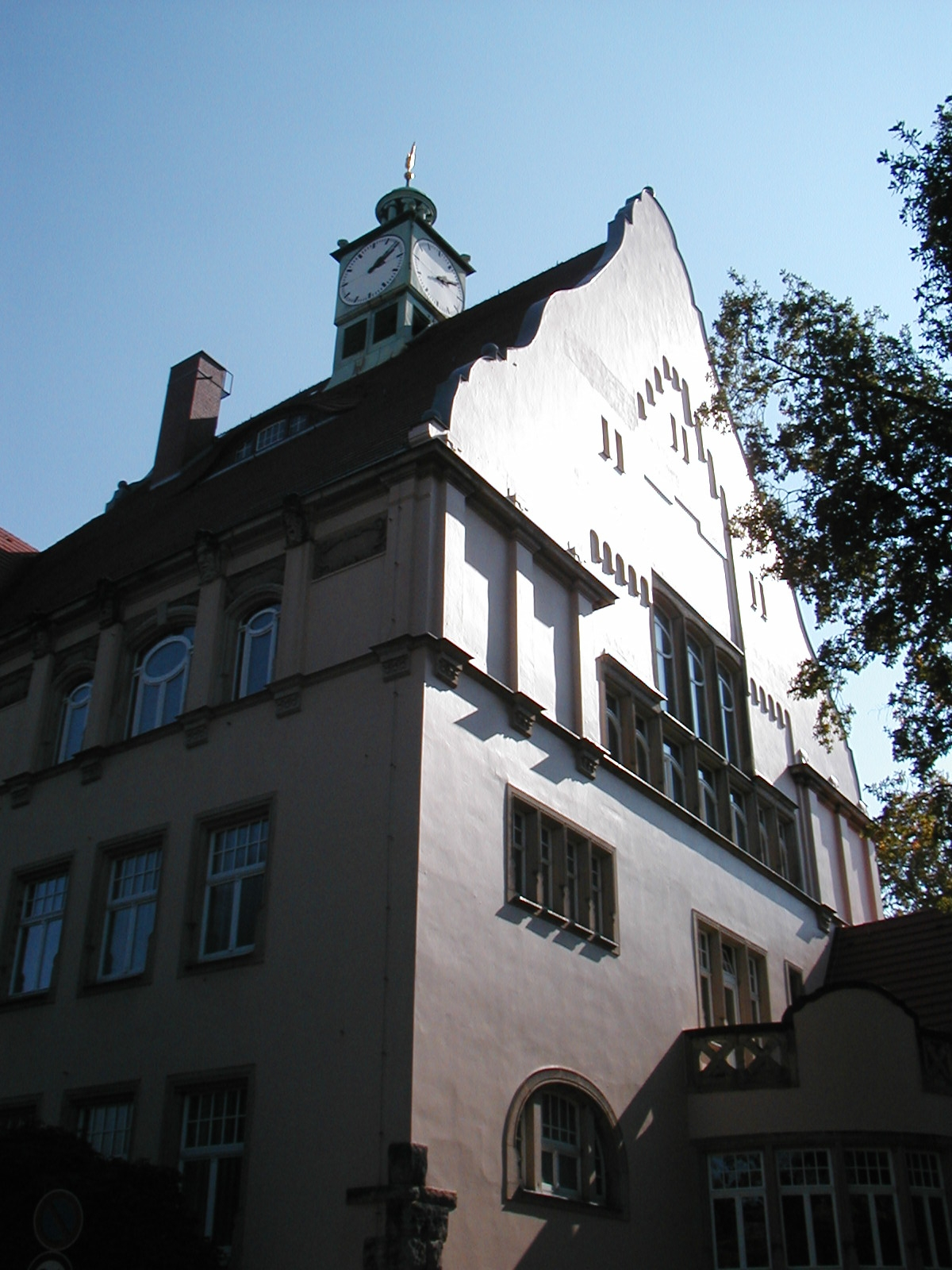
Turmuhr. Hinter der Fenstergruppe aus 3 und 7 Fenstern befindet sich die Aula
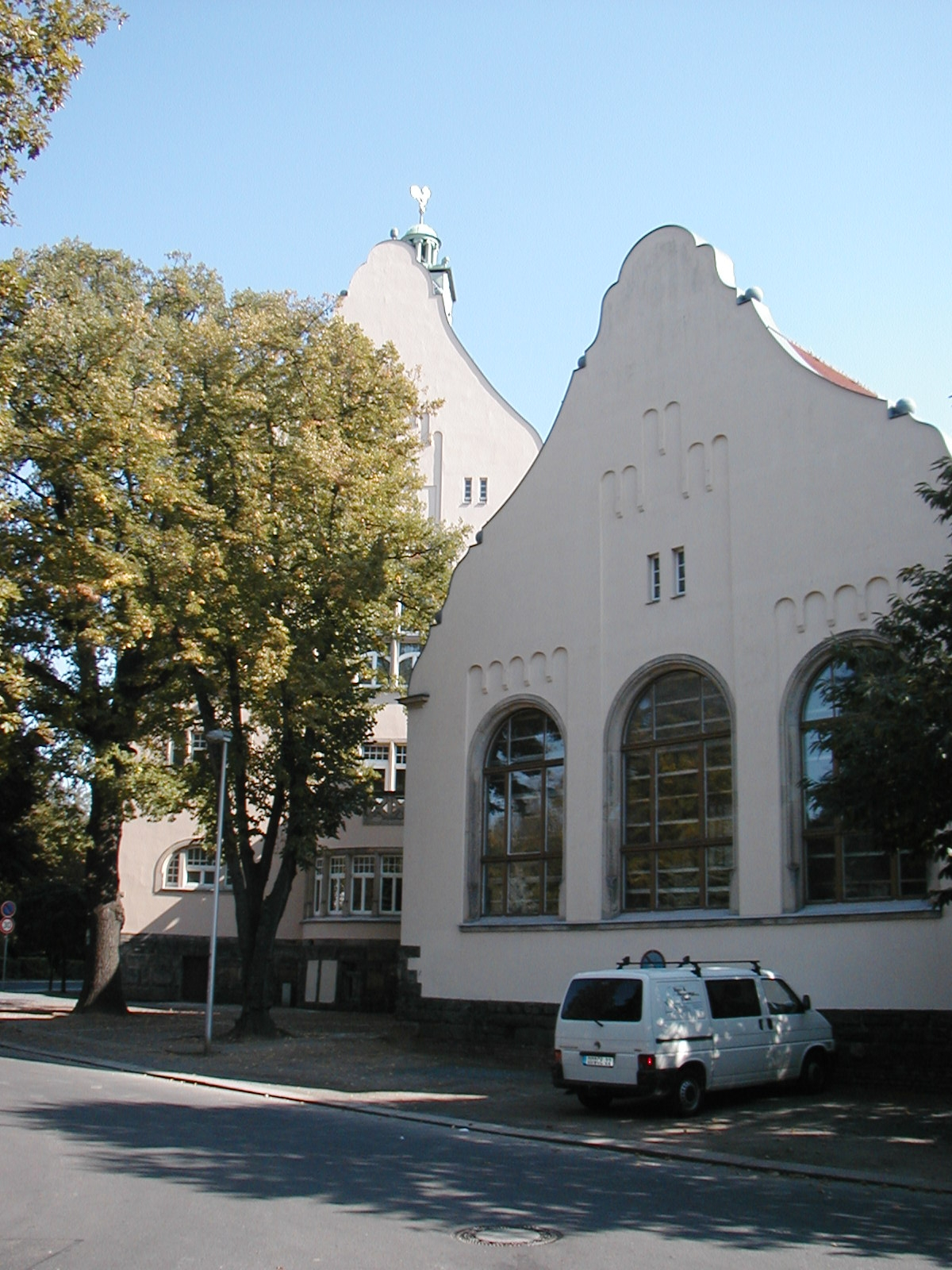
Wetterhahn (Mitte oben) und Turnhalle (rechts)